# Les Faiseurs de Suisses
Pour plus de détails, voir Fiche technique et Distribution.
Les Faiseurs de Suisses (Die Schweizermacher) est une comédie satirique réalisée par Rolf Lyssy et sortie en 1978.
Ce film constitue l'un des plus grands succès du cinéma suisse avec 940 145 entrées dans le pays (qui comptait à l'époque 6,5 millions d'habitants). Il resta au sommet du box-office suisse de 1978 à 1997, date à laquelle il fut détrôné par Titanic.

## Synopsis
Moritz Fischer entre au service d'un inspecteur de l'office des naturalisations, Max Bodmer, chargé d'établir des rapports sur les étrangers qui désirent devenir suisses. Les deux hommes vont enquêter sur trois candidatures ; celle d'une famille ouvrière, d'un couple aisé et d'une danseuse de ballet célibataire. Durant tout le récit, les perceptions très contrastées des deux inspecteurs quant à leur vision des étrangers divergeront progressivement et finiront par les opposer. Le film retrace les péripéties que doivent alors traverser les étrangers qui décident d'obtenir la nationalité suisse et qui sont confrontés à la bureaucratie et aux barrières culturelles.

## Fiche technique
- Titre français : Les Faiseurs de Suisses
- Titre original : Die Schweizermacher
- Réalisation : Rolf Lyssy
- Scénario : Rolf Lyssy et Christa Maerker
- Musique : Jonas C. Haefeli
- Photographie : Fritz E. Mäder
- Montage : Georg Janett
- Costumes : Greta Roderer
- Société de production : T&C Film AG
- Pays d'origine :  Suisse
- Langue originale : allemand (suisse allemand)
- Genre : comédie
- Durée : 107 minutes
- Format : couleurs - 35mm - 1,67:1 - Dolby
- Dates de sortie :
  - Suisse : 3 novembre 1978 (Suisse alémanique)
  - Canada : 13 septembre 1979 (Festival de Toronto)
  - France : 7 mai 1980

## Distribution
- Walo Lüönd : Max Bodmer
- Emil Steinberger : Moritz Fischer
- Beatrice Kessler : Milena Vakulic
- Wolfgang Stendar : Dr. Helmut Starke
- Hilde Ziegler : Gertrud Starke
- Claudio Caramaschi : Franceso Grimolli
- Silvia Jost : Sandra Grimolli

## Box-office
| Pays              | Box-office      | Nbre de sem. | Classement TLT | Date  |
| Box-office Suisse | 940 724 entrées | -            | 9e             | Total |